# Польтр де Ламотт, Пьер Луи Франсуа
Пьер Луи Франсуа Польтр де Ламотт (фр. Pierre Louis François Paultre de Lamotte; 1774—1840) — французский военный деятель, генерал-лейтенант (1821 год), барон (1809 год), виконт (1822 год), участник революционных и наполеоновских войн.

## Биография
Родился в семье лейтенанта Луи Польтр де Ламотта (фр. Louis Zacharie Paultre de la Motte; 1736—1802) и его супруги Анны Тремо (фр. Anne Trémeau; 1748—1794).
Начал службу 12 января 1792 года в звании младшего лейтенанта 24-го пехотного полка. В кампании 1792 года сражался в рядах Северной армии. 1 октября 1792 года стал лейтенантом. 22 марта 1793 года стал адъютантом генерала д'Эдувиля в Мозельской армии. В сентябре 1793 года вернулся в расположение своего полка, который входил в Рейнскую армию. 21 июня 1795 года 24-й полк влился в состав 47-й полубригады линейной пехоты. 13 декабря 1795 года вновь стал адъютантом генерала д'Эдувиля, с которым последовал на Санто-Доминго.
После возвращения во Францию. 19 февраля 1798 года получил звание командира батальона. 17 февраля 1800 года был переведён в кавалерию, и 23 февраля возглавил эскадрон 7-го драгунского полка. Продолжил выполнять функции адъютанта в Западной армии. После заключения Люневильского мира сопровождал генерала д'Эдувиля, назначенного послом в Санкт-Петербург, и проводил различные дипломатические миссии в Константинополе, Крыму, на берегах Чёрного моря и в глубине России.
15 декабря 1803 года, после возвращения на родину, был произведён Наполеоном в  майоры 12-го конно-егерского полка.
В 1805 году женился на Франсуазе Руайе де Белу (фр. Françoise Royer de Belou; ок. 1785—). У пары не было детей, поэтому генерал завещал свой титул племяннику Амедею Польтру де Лаверне (фр. Amédée Paultre de Lavernée; 1817—1893).
В составе Великой Армии принимал участие в кампаниях 1805 и 1806 годов. 31 декабря 1806 года получил звание полковника, и был назначен командиром 9-го кирасирского полка. Отличился в Польской кампании 1807 года. Участвовал в Австрийской кампании 1809 года. 6 июля был серьёзно ранен осколком в левую ногу при Ваграме.
6 августа 1811 года произведён в бригадные генералы. 19 октября 1811 года был отправлен в Кёльн. 25 декабря 1811 года возглавил 3-ю бригаду (1-й кирасирский и 4-й шеволежерский полки) 4-й дивизии тяжёлой кавалерии генерала Дефранса, вошедшей 15 февраля 1812 года в состав 2-го кавалерийского корпуса генерала Монбрена Великой Армии. Принимал участие в Русской кампании, отличился в сражении при Бородино.
В январе 1813 года был вынужден возвратиться во Францию по состоянию здоровья. 8 мая 1813 года возглавил бригаду в составе 2-й маршевой дивизии генерала Пажоля 1-го кавалерийского корпуса. В сентябре был вынужден вновь вернуться во Францию из-за проблем со здоровьем. 15 января 1814 года Польтр де Ламотт был назначен ответственным за призыв новобранцев в департаменте Марна. 9 марта 1814 года определён в резерв.
При первой Реставрации Бурбонов был назначен 1 июня 1814 года лейтенантом Люксембургской роты телохранителей. После возвращения Наполеона с Эльбы, Польтр де Ламотт сопровождал короля Людовика XVIII к голландской границе и в событиях «Ста дней» участия не принимал. После второй Реставрации назначен 1 ноября 1815 года командиром 4-й Люксембургской роты. 30 декабря 1818 года зачислен в резерв Генерального штаба. 30 января 1822 года получил должность командующего 19-го военного округа в Лионе. 28 августа 1830 года вышел в отставку.
Умер 6 июня 1840 года в замке Белу в возрасте 66 лет и был похоронен на кладбище Мо.

## Воинские звания
- Младший лейтенант (12 января 1792 года);
- Лейтенант (1 октября 1792 года);
- Капитан (25 мая 1794 года);
- Командир батальона (19 февраля 1798 года, утверждён в звании 19 октября 1799 года);
- Майор (15 декабря 1803 года);
- Полковник (31 декабря 1806 года);
- Бригадный генерал (6 августа 1811 года);
- Генерал-лейтенант (25 апреля 1821 года).

## Титулы

Герб барона

- Барон Польтр де Ламотт и Империи (фр. baron Paultre de Lamotte et de l'Empire; декрет от 19 марта 1808 года, патент подтверждён 15 октября 1809 года в Шёнбрунне)[2][3];
- Виконт Польтр де Ламотт (фр. vicomte Paultre de Lamotte; 17 августа 1822 года).

## Награды
Легионер ордена Почётного легиона (25 марта 1804 года)
 Офицер ордена Почётного легиона (11 июля 1807 года)
 Кавалер военного ордена Святого Людовика (27 июня 1814 года)
 Командор ордена Почётного легиона (17 августа 1814 года)
 Великий офицер ордена Почётного легиона (31 октября 1815 года)
 Командор военного ордена Святого Людовика (23 мая 1825 года)